# James Olakunle
James Olakunle (James Alani Olakunle; * 14. Juni 1947) ist ein ehemaliger nigerianischer Sprinter.
Bei den Olympischen Spielen 1972 in München erreichte er in der 4-mal-100-Meter-Staffel das Halbfinale.
1974 schied er bei den British Commonwealth Games in Christchurch über 100 m im Vorlauf aus und gewann mit der nigerianischen Mannschaft Bronze in der 4-mal-100-Meter-Staffel.
Seine persönliche Bestzeit über 100 m von 10,44 s stellte er am 16. Juni 1978 in Lagos auf.